# Elaphromorpha dryoterma
Elaphromorpha dryoterma är en fjärilsart som beskrevs av Edward Meyrick 1920. Elaphromorpha dryoterma ingår i släktet Elaphromorpha och familjen praktmalar, Oecophoridae. Inga underarter finns listade i Catalogue of Life.